# Bracelet de combat africain
Les bracelets de combat africains sont des armes africaines traditionnelles en fer qui étaient également utilisées comme bijoux et outils. Il en existe différentes formes, sous forme de disque avec une lame circulaire ou de bande avec des épines ou des pointes. Les bracelets étaient portés au bras ou au poignet. Ils étaient principalement utilisés par les peuples nilotiques du nord de l'Afrique de l'Est, mais on les trouvait aussi dans la grande région centrale du Soudan, . On trouve des armes comparables en Amérique du Sud.

## Formes

### Bracelets coupants
Les bracelets coupants à lame unique ont généralement la forme d'un disque fin rond ou légèrement ovale (illustrations A-B). Il existe également des variantes dans lesquelles la lame dépasse comme une langue (illustration C). Son diamètre est d'environ 20-25 centimètres. Au milieu se trouve une ouverture du diamètre d'un poignet ou d'un avant-bras. La lame est ajourée afin de pouvoir enfiler le couteau sur le bras. L'intérieur est rembourré de cuir pour protéger le bras. Le bord extérieur est aiguisé et, lorsque l'anneau est porté au bras, il est recouvert d'une bande de cuir qui s'emboîte sur le tranchant. Avant le combat, les bandes de cuir protectrices pouvaient être rapidement retirées. Ces couteaux de poignet sont typiques surtout pour les Turkanas, où ils sont appelés ararait ou abarait. Ils ont également été utilisés par plusieurs autres ethnies comme les Dassanetchs, Nyangatoms, Boya, Lokoyas, Baris, Murles, Acholis, Karamojongs, Toposas, Didingas et Pokots.

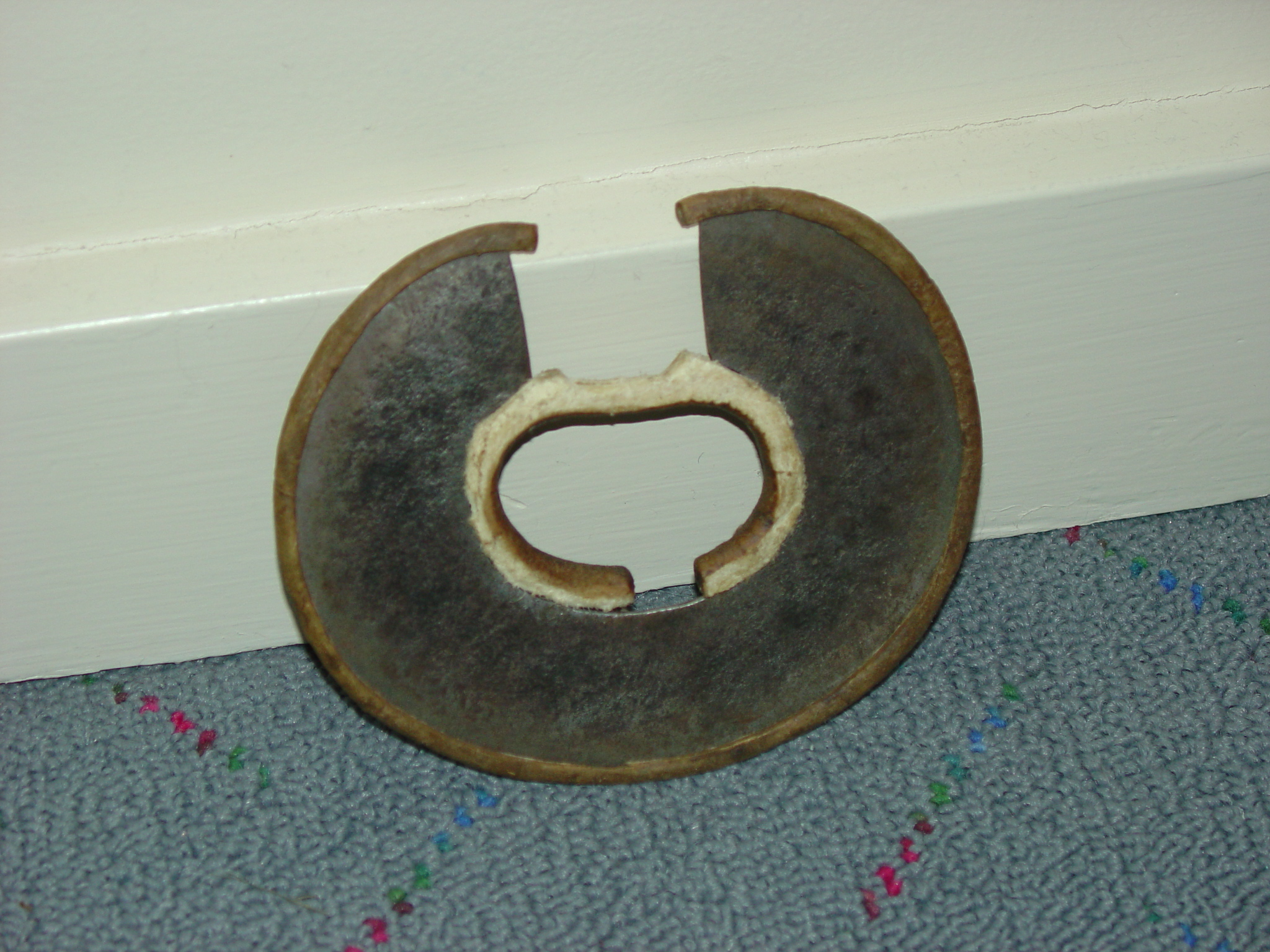
A
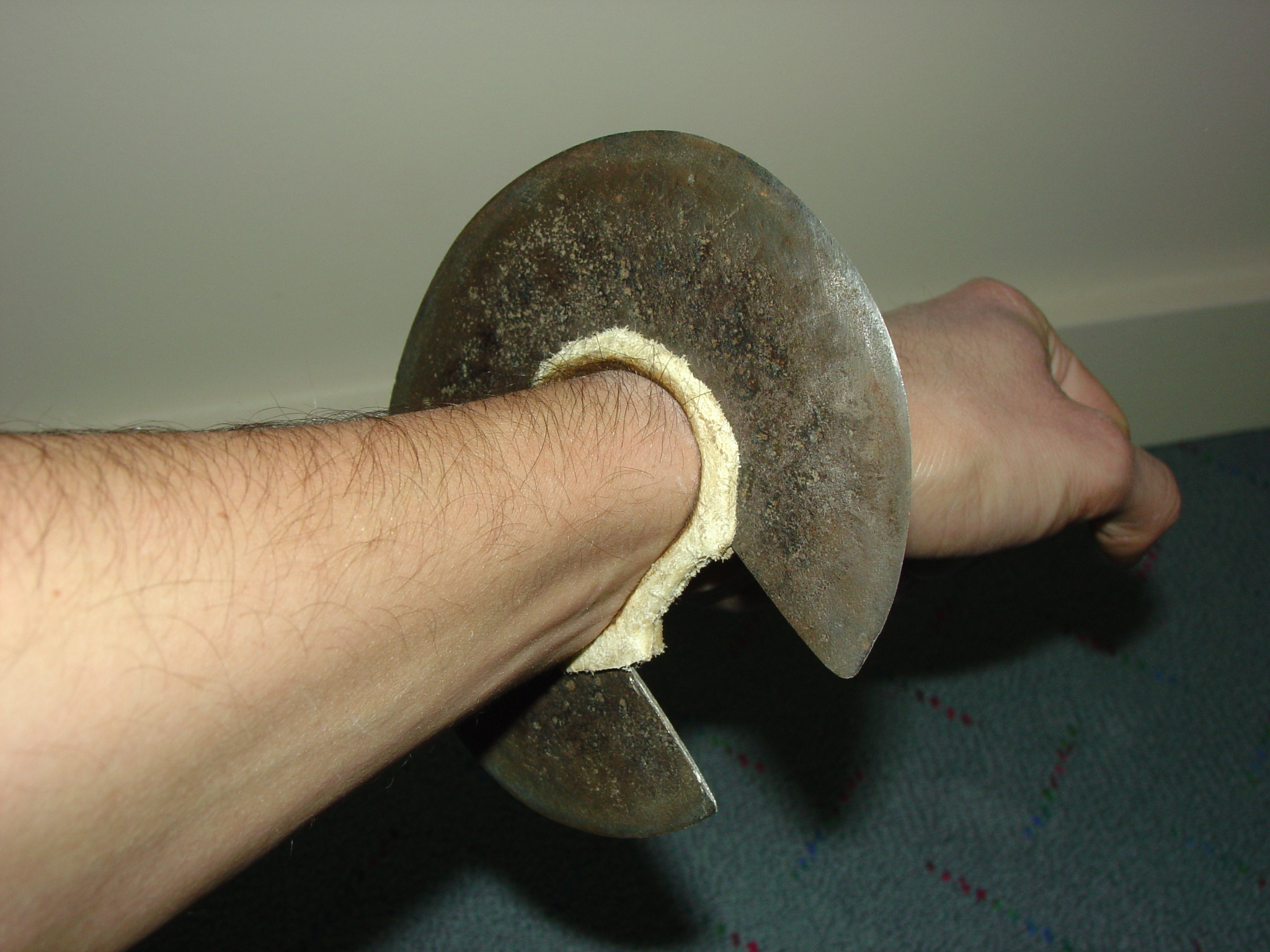
B
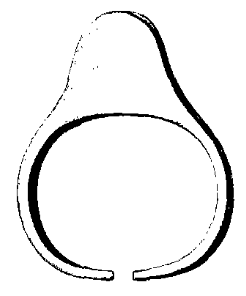
C

### Double lame
La forme à double lame est plus rare que celle à lame unique sur le disque. Dans la forme double, la bande de métal qui entoure le poignet est repliée de chaque côté, ce qui donne deux lames parallèles, toutes deux hautes d'environ 2,5 centimètres. Cette forme est connue chez les Nubas (Soudan), les Murles (Soudan) et les Hausas (Nigeria). Les Hausas appellent les anneaux de frappe au bras baura, les Nuba zuar

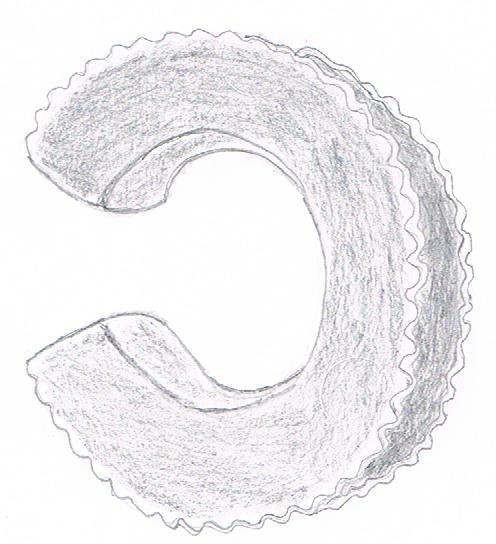

### Avec pointes
Moins fréquents que les bracelets coupants, les bracelets de frappe au bras sont dotés de lames dentelées ou crantées ou de pointes. On connaît des bracelets à pointes chez les Lotukos et les Moru du Sud-Soudan (illustration A-B)  ainsi que chez les femmes des Ouled Naïls (illustration C). Les Bongo, les Dinkas et les Jur utilisaient des anneaux de frappe au bras avec deux longues pointes (illustration D).

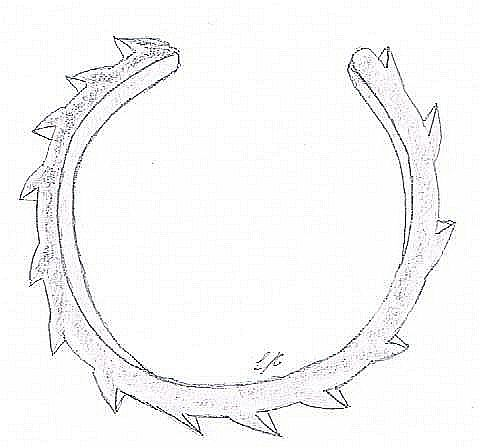
A
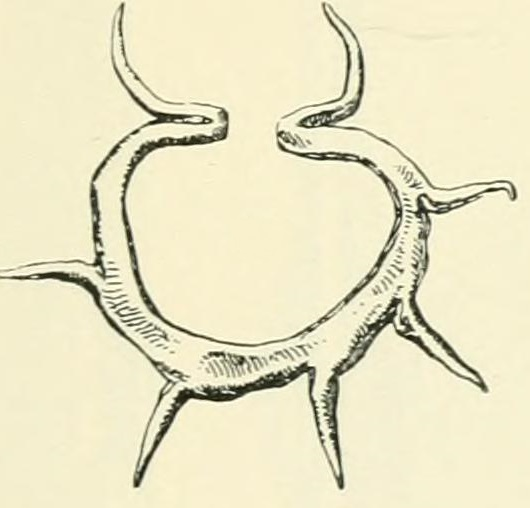
B
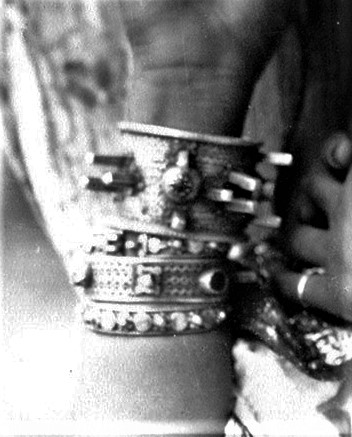
C
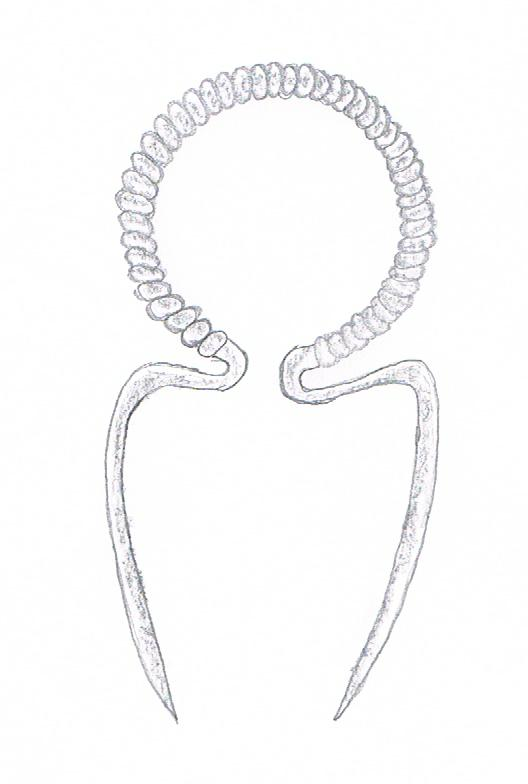
D

## Utilisation
En général, les bracelets de combat n'étaient portés qu'à un seul bras, et ils pouvaient aussi être considérés comme des bijoux. Des variantes plus grandes existaient aussi comme colliers
Parfois, les bracelets de combat munis de lames étaient également utilisés comme outils, par exemple pour dépecer des animaux ou couper de la viande.
Dans de nombreux cas, les bracelets de combat n'étaient pas liés au statut de guerrier, ce qui les distingue d'autres armes traditionnelles (par exemple l'arc, la lance, l'épée). Ainsi, ils n'étaient pas seulement portés par les guerriers, mais aussi par les femmes et les enfants .
Les bracelets de combat étaient utilisés comme arme dans les combats rapprochés. En outre, il était utilisé dans le combat traditionnel au bâton pour parer le bâton de l'adversaire et, le cas échéant, le bloquer et l'immobiliser.
Les bracelets de combat ont toujours une grande importance dans les jeux de combat rituels, qui sont généralement exécutés en remerciement d'une récolte réussie. Ils sont connus chez les Maguzawa et les Hausa dans le nord du Nigeria, où ils sont appelés respectivement shanci et shenzi. Au Sud-Soudan, ils existent chez les Morus et les Nubas sous le nom de timbra. Les combattants peuvent ainsi démontrer leur force et leur courage. Les jeux de combat sont un moment fort de la vie du village et en même temps un exutoire pour les agressions. Les Nubas sont fiers de la rareté de la violence entre eux. Les jeux de combat font également partie du rite d'initiation.
Le jeu de combat est généralement accompagné de battements de tambour rythmés et de chants. Pendant que la main qui tient le bracelet de combat attaque l'adversaire, l'autre main se défend. Dans certaines régions, les combattants manient à cet effet un petit bouclier de poing avec la main qui se défend. En outre, les combattants utilisent des techniques de coups de pied, de grappling et de projection. L'objectif principal est de frapper l'adversaire au sommet du crâne avec le bracelet. Les jeux de combat sont sanglants et dangereux, mais les décès sont rares. Pour minimiser les risques, le combat est observé par des arbitres, généralement d'anciens combattants. Un coup peut mettre fin au jeu de combat ; si l'un des combattants est trop gravement blessé, le combat est arrêté. Cela se produit également en cas de violation des règles - des actions dangereuses comme les uppercuts sont ainsi interdites - ou si l'un des combattants perd son sang-froid.
Lotuko chief.jpg|Chef lotuko avec un bracelet de combat